# Benno Mergenthaler
Benno Mergenthaler (* 18. Januar 1886 in Pirmasens; † 30. November 1983 in Bamberg) war ein deutscher Verwaltungsjurist und Leiter des Polizeiamtes Gladbeck.

## Werdegang
Benno Mergenthaler war nach seinem Studium in München, wo er Mitglied des Corps Rheno-Palatia München wurde, geprüfter Rechtspraktikant und leistete von 1914 bis 1918 als Offizier Kriegsdienst. Im April 1919 wurde er in Würzburg bei Friedrich Oetker mit der Dissertation „Der lebende menschliche Körper im geltenden Strafprozessrecht unter Berücksichtigung des Entwurfes. Ein Beitrag zur Lehre vom Augenschein und von der Durchsuchung“ promoviert.
Im September des Jahres 1919 kam er als Assessor zur Bezirksregierung Ansbach und wechselte nach Tirschenreuth, wo er Bezirksamtmann wurde, bevor er am 1. Dezember 1923 eine Abordnung als Referent bei der Berliner Geschäftsstelle der Bayerischen Staatsvertretung am deutsch-italienischen gemischten Schiedsgerichtshof erhielt. Damals war er Mitglied der DDP und wurde 1920 als Oberbürgermeisterkandidat der linken Parteien bei der Kommunalwahl in Regensburg gegen Otto Hipp aufgestellt. Im Mai 1924 folgte die Versetzung an die römische Geschäftsstelle des Schiedsgerichtes. Zwischenzeitlich zum Oberregierungsrat ernannt, wurde Mergenthaler zunächst beschäftigungslos, da das Schiedsgericht zum 30. Juni 1930 aufgelöst wurde. Zum 1. April 1932 fand er eine probeweise Anstellung im Berliner Polizeipräsidium, wechselte nach kurzer Zeit ins Polizeipräsidium Kassel und wurde am 1. Januar 1933 als Regierungsrat in den Preußischen Staatsdienst übernommen, wobei er Leiter des Polizeiamtes Gladbeck wurde. Bereits zum 20. März 1933 folgte die Versetzung zum Polizeipräsidium Magdeburg. Von September 1933 an war Mergenthaler für die Bezirksregierung Hildesheim tätig und wurde hier im Januar 1940 Oberregierungsrat. Dort war er als Leiter der Preisüberwachungsstelle auch an der Enteignung der Juden beteiligt. Zu der Zeit gehörte er zum Vorstand der Ludwig Kopp AG – Elka-Schuhfabrik in Pirmasens.
Die Quellenlage gibt über seinen weiteren Lebensweg keinen Aufschluss. In einer Archivalie des Bundesarchives wird Mergenthaler zusätzlich als Dr. rer. pol. geführt.

## Veröffentlichung
- Der lebende menschliche Körper im geltenden Strafprozessrecht unter Berücksichtigung des Entwurfes. Ein Beitrag zur Lehre vom Augenschein und von der Durchsuchung. Dissertation Universität Würzburg. Druck Ellwanger, Bayreuth 1919.

## Belege
1. ↑  Benno Mergenthaler in der Datenbank Find a Grave, abgerufen am 30. Juli 2020.
2. ↑  Amtliches Verzeichnis des Personals der Lehrer, Beamten und Studierenden ... 1905/06 und 1906/07
3. ↑  Archivalie in der Findmitteldatenbank des Bayerischen Hauptstaatsarchives
4. ↑  Jürgen Buchner: Der Strafrechtsordinarius Friedrich Oetker. Würzburg, 2020
5. ↑  Druck von Lorenz Ellwanger vorm. Th. Burger, Bayreuth 1919
6. ↑  Alexander Schüller: Regensburg in der Weimarer Zeit. Regensburger Kommunalpolitik in der Weimarer Republik. Inaugural-Dissertation an der Universität Regensburg 2010
7. ↑  Akte im Niedersächsischen Landesarchiv auf Arcinsys
8. ↑  Katharina Stengel: Vor der Vernichtung: die staatliche Enteignung der Juden im Nationalsozialismus. Campus Verlag, 2007 (S. 194 f.)
9. ↑  Dominique Vidal: Les historiens allemands relisent la Shoah. Editions Complexe, 2002 (S. 57 f.)
10. ↑  Firmeneintrag in der Datenbank von albert-gieseler.de
11. ↑  Datenbankeintrag auf invenio.bundesarchiv.de

| Personendaten    | Personendaten                                                    |
| ---------------- | ---------------------------------------------------------------- |
| NAME             | Mergenthaler, Benno                                              |
| KURZBESCHREIBUNG | deutscher Verwaltungsjurist und Leiter des Polizeiamtes Gladbeck |
| GEBURTSDATUM     | 18. Januar 1886                                                  |
| GEBURTSORT       | Pirmasens                                                        |
| STERBEDATUM      | 30. November 1983                                                |
| STERBEORT        | Bamberg                                                          |